# Elisa Silva
Maria Elisa Silva plus connue sous le nom Elisa, née le 7 mai 1999, est une chanteuse portugaise. 
Elle a remporté le Festival da Canção 2020 avec sa chanson Medo de sentir et devait représenter le Portugal au Concours Eurovision de la chanson 2020 à Rotterdam, aux Pays-Bas, qui a été annulé à la suite de la pandémie de COVID-19. 
Elle chantera sa chanson Medo De Sentir durant l’émission alternative Eurovision: Europe Shine a Light comme les autres candidats prévus pour l'édition 2020.